# Casa consistorial de Caravaca de la Cruz
La Casa consistorial de Caravaca de la Cruz es la casa consistorial de Caravaca de la Cruz, España.

## Historia
En el siglo XVIII el Concejo de Caravaca decidió trasladarse, decidiéndose en 1737 la construcción de una nueva sede, por Jaime Bort, aunque luego su proyecto fue modificado por Fray Juan de Santa Teresa, por Juan García y ejecutado por el maestro de obras, Antonio del Campo entre 1743 y 1762.